# Johann Christian Gottlieb Ernesti
Johann Christian Gottlieb Ernesti (* 1756 in Arnstadt, Thüringen; † 5. Juni 1802 in Kahnsdorf, Sachsen) war ein deutscher klassischer Gelehrter. Er studierte bei seinem Onkel Johann August Ernesti an der Universität Leipzig Theologie, Philologie und Philosophie.
Am 5. Juni 1782 wurde er zum Supplementärprofessor für Philosophie an seiner eigenen Universität ernannt, nach dem Tod seines Vetters August Wilhelm 1801 war er fünf Monate lang Professor für Rhetorik.
Seine Hauptwerke sind:
- Ausgabe von Äsops Fabulae (1781)
- Ausgabe der Glossae sacrae von Hesychius von Milet (1785)
- Ausgabe von Suidas und Favorinus (1786)
- Ausgabe von Silius Italicus’ Punica (1791–1792)
- Lexicon Technologiae Graecorum rhetoricae (1795)
- Lexicon technologiae Latinorum rhetoricae (1797)
- Ciceros Geist und Kunst (1799–1802).